# 'Nu telegramma/Provvidenza
'Nu telegramma/Provvidenza, pubblicato nel 1975, è un singolo del cantante italiano Mario Trevi.

## Storia
Il disco contiene due brani inediti di Mario Trevi. I brani rientrano nei generi cosiddetti di giacca e di cronaca, ritornati in voga a Napoli durante gli anni settanta, che faranno rinascere il genere teatrale della Sceneggiata.  Nel 1976, scritta da Giovanni Fiorenza, Mario Trevi porterà in teatro la sceneggiata 'Nu telegramma, ispirata dal brano omonimo.

## Tracce
Lato A
- 'Nu telegramma (Palumbo-Ricci-Iglio)

Lato B
- Provvidenza (Moxedano-Iglio)

## Incisioni
Il singolo fu inciso su 45 giri, con marchio Presence (ZPR 50532).
Direzione arrangiamenti: M° Tony Iglio.